# Flughafen Mysuru

i8
i11
i13
Der ca. 715 m hoch gelegene Flughafen Mysuru (englisch Mysore Airport, IATA-Code: MYQ, ICAO-Code: VOMY) ist ein nationaler Flughafen ca. 11 km (Fahrtstrecke) südlich der Millionenstadt Mysuru im südindischen Bundesstaat Karnataka.

## Geschichte
Ein vom Fürstenstaat Mysore gebautes Flugfeld existiert schon seit den 1940er Jahren. Nach der Unabhängigkeit Indiens (1947) wurde es zunächst vom Bundesstaat Karnataka, später dann vom Ministerium für Flugverkehr übernommen. In den 1950er Jahren startete der erste Linienflug nach Bangalore. Im Jahr 2010 wurde ein neues Terminal eingeweiht.

## Verbindungen
Der Flughafen Mysuru wird von mehreren indischen Fluggesellschaften mit Turboprop-Maschinen angeflogen. Es gibt Flüge zu zahlreichen nationalen Zielen (Hyderabad, Bengaluru, Kochi, Chennai, Goa u. a.). Internationale Ziel können wegen der Kürze der Startbahn (noch) nicht angeflogen werden.

## Sonstiges
- Der Flughafen verfügt über eine Start-/Landebahn von 1740 m Länge und ist mit ILS ausgestattet. Eine Verlängerung der Startbahn auf 2750 m ist geplant.
- Betreiber ist die Bundesbehörde Airports Authority of India.